# Geza Šifliš
Geza Šifliš (Srpski Krstur, 25 febbraio 1907 – Baja, 18 novembre 1948) è stato un calciatore jugoslavo, di ruolo portiere.

## Palmarès

### Club
- Campionato ungherese: 1

Újpest: 1933